# Emil Svartström
Fredrik Emil "Lulu" Svartström, född 1885 i Viborg, död 1943, var en finländsk sångare och konditor.
Svartström utbildades vid en konditoriskola i Sankt Petersburg och ingick som sångare i kören Wiborgs Sångarbröder. Svartström deltog som tenorsångare vid körens debutkonsert i Viborgs nya domkyrka våren 1928. Åren 1929–1930 gjorde Svartström 32 skivinspelningar på både finska och svenska. Sin privata anställning hade Svartström som bagare och drev ett välbesökt konditori, som blev omskrivet i tidningen Wiborgs nyheter under början av 1900-talet.
Svartström är begravd på Sandudds begravningsplats i Helsingfors.

## Skivinspelningar

### 1929
- Aamulaulu
- Aurinkoiseni
- Båklandets vackra Maja
- Hyv' yötä vaan
- Impeni
- Yö nummella
- Vallinkorvan laulu
- Syystunnelma
- Soi vienosti murheeni soitto
- Savolaisen laulu
- Ro ro ögonsten
- Reppurin laulu
- Jääkärien marssi
- Kansanlaulu
- Kanteleeni
- Oi muistatko vielä sen virren

### 1930
- Ay ay ay
- Espanjalainen serenadi
- Neekerilautturin laulu
- Mielelläni suutelen
- Kevätlaulu
- Sonny boy
- Lastentaru takkavalkealla
- Laivan kannella (Kehtolaulu)
- Näsijärven rannalla
- Heijaa heijaa
- Hurmaava nainen
- Jos rinnas' lämmön tuntee
- Å ola ola
- Neekeriäidin kehtolaulu
- Tallarnas barr
- Pohjan tähti